# Гизер Батлер
Теренс Мајкл Џозеф "Гизер" Батлер (енгл. Terence Michael Joseph "Geezer" Butler; 17. јул 1949) је енглески музичар и текстописац. Батлер је најпознатији као басиста и примарни текстописац за хеви метал бенд Блек сабат. Он је такође снимио са Heaven & Hell, и Ози Озборном.